# Mark Kozelek

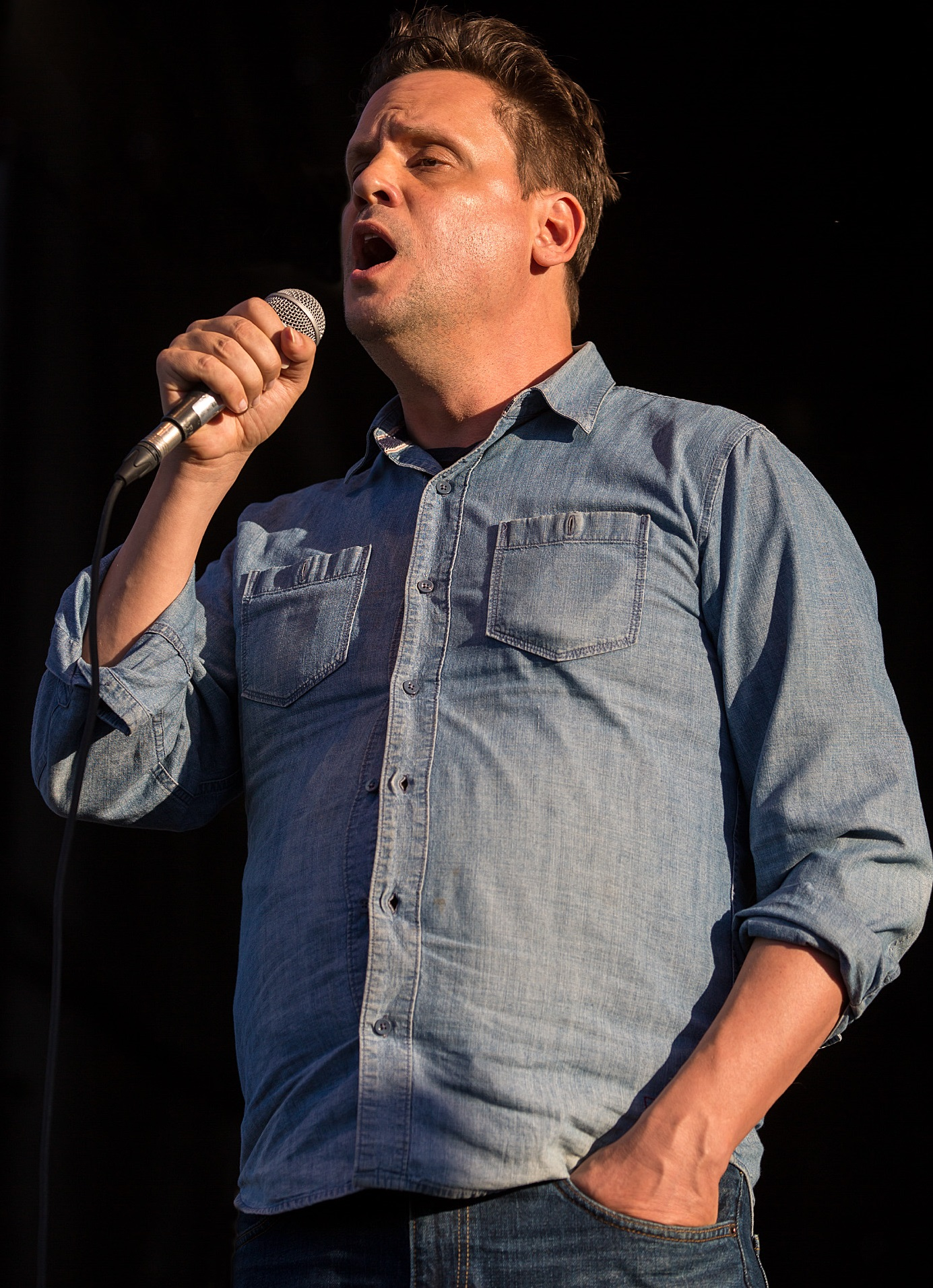
Mark Kozelek (2014)

Mark Kozelek (* 24. Januar 1967 in Massillon, Ohio) ist ein US-amerikanischer Sänger, Songwriter und Schauspieler. Er ist Gründer der Bands Red House Painters und Sun Kil Moon.

## Karriere
Kozelek spielte in jungen Jahren in seiner Heimatstadt in der Band God Forbid. Kozelek lernte nach einem Umzug nach Atlanta Anthony Koutsos, den zukünftigen Schlagzeuger der Red House Painters, kennen und gründete mit ihm nach einem weiteren Umzug nach San Francisco mit dem Gitarristen Gorden Mack und dem Bassisten Jerry Vessel die Band, die zu einem der Vorreiter des Slowcore wurde. Zwischen 1992 und 2001 veröffentlichten die Red House Painters sieben Alben und die Shock Me EP, auf der der gleichnamige Song von Kiss in ruhigem Gewand neu interpretiert wurde. Diese Idee war für Kozelek so reizvoll, dass er sie später immer wieder aufgriff. Probleme mit ihrem Label führten zu jahrelangen Verzögerungen des Albums Old Ramon und in deren Folge zum Ende der Red House Painters.
Kozelek betrieb ab 1999 auch eine Solokarriere, bei der er u. a. mit What’s Next to the Moon ein komplettes Album mit ruhigen Folkversionen von AC/DC-Songs veröffentlichte, und trat in mehreren Filmen auf. 2002 veröffentlichte er mit Noites de Atropelo in Portugal ein Buch mit Songtexten, das 2008 auch in einer englischen Version veröffentlicht wurde. Seit 2003 veröffentlicht Kozelek seine Musik auch mit dem Projekt Sun Kil Moon, deren einziges festes Mitglied er ist. Dort griff er das Konzept, genrefremde Songs in seine spärlich instrumentierte Musik zu überführen, auf, indem er auf dem AlbumTiny Cities Songs von Modest Mouse coverte.
Er produzierte die Alben Demerol und River of Darkness der befreundeten Sängerin Hannah Marcus und unterstützte Richard Buckner bei den Arrangements für dessen Unreleased LP. Kozelek unterstützte die Band Retribution Gospel Choir, ein Nebenprojekt der befreundeten Band Low, zunächst als Mitglied und später als Produzent ihres gleichnamigen Debüts.

## Diskographie

### Soloveröffentlichungen
- 1999: Rock ’n’ Roll Singer
- 2001: What’s Next To The Moon
- 2001: If You Want Blood
- 2001: White Christmas Live
- 2003: Duk Koo Kim
- 2006: Little Drummer Boy Live
- 2008: Nights LP: 12 Songs by Mark Kozelek (Live & Rare Versions: 1996–2007)
- 2008: The Finally LP
- 2013: Like Rats
- 2014: Mark Kozelek Sings Christmas Carols
- 2016: Mark Kozelek Sings Favorites
- 2017: Night Talks EP
- 2018: Mark Kozelek
- 2020: All the Best, Isaac Hayes

### Mit Red House Painters
- 1992: Early Demos 1991/1992 (Bootleg)
- 1992: Down Colorful Hill
- 1993: Red House Painters (auch bekannt als Red House Painters I oder das „Rollercoaster“-Album)
- 1993: Red House Painters (auch bekannt als Red House Painters II oder das „Bridge“-Album)
- 1994: Shock Me EP
- 1995: Ocean Beach
- 1996: Songs for a Blue Guitar
- 1999: Retrospective
- 2001: Old Ramon

### Mit Sun Kil Moon
- 2003: Ghosts of the Great Highway
- 2005: Tiny Cities
- 2008: April
- 2010: Admiral Fell Promises
- 2012: Among the Leaves
- 2014: Benji
- 2015: Universal Themes
- 2016: Jesu/Sun Kil Moon (mit Jesu)
- 2017: Common as Light and Love Are Red Valleys of Blood
- 2017: 30 Seconds to the Decline of Planet Earth (mit Jesu)
- 2018: This Is My Dinner
- 2019: I Also Want to Die in New Orleans
- 2021: Welcome to Sparks, Nevada
- 2021: Lunch in the Park
- 2023: Quiet Beach House Nights

### Mit anderen Künstlern
- 2013: Perils from the Sea (mit Jimmy LaValle)
- 2013: Mark Kozelek & Desertshore (mit Desertshore)
- 2015: Dreams of Childhood (mit Nicolás Pauls)
- 2017: Yellow Kitchen (mit Sean Yeaton)
- 2017: Mark Kozelek with Ben Boye and Jim White (mit Ben Boye und Jim White)
- 2019: I Also Want to Die in New Orleans (mit Donny McCaslin und Jim White)
- 2019: Joey Always Smiled (mit Petra Halden)
- 2020: Mark Kozelek with Ben Boye and Jim White 2 (mit Ben Boye und Jim White)

## Filmografie
- 2000: Almost Famous – Fast berühmt (Almost Famous)
- 2001: Vanilla Sky
- 2005: Shopgirl
- 2015: Ewige Jugend

## Bücher
- 2002: Noites de Atropelo
- 2008: Nights of Passed Over